# Anfriso

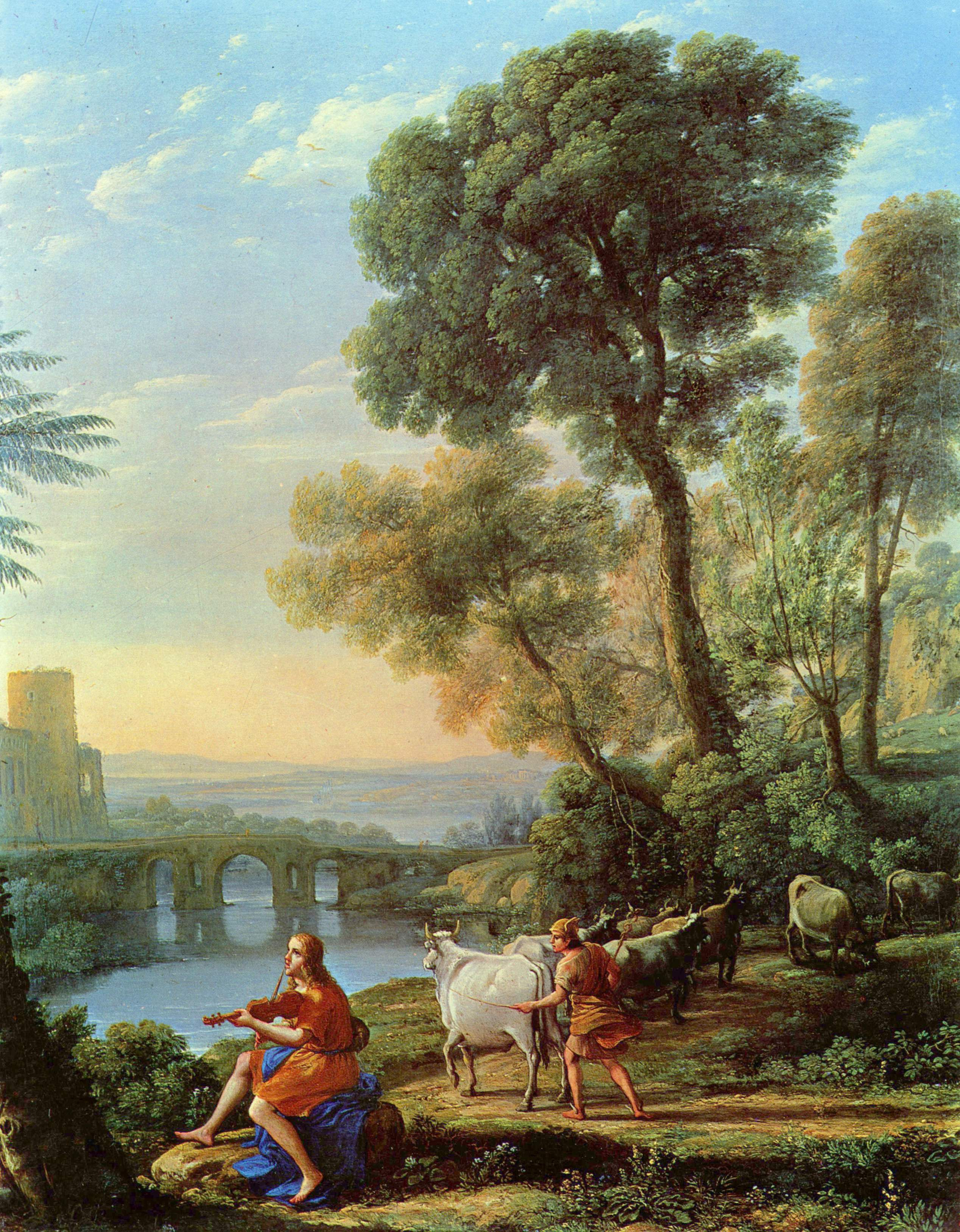
Pintura de Claude Lorraine que representa a Anfriso.

En la mitología griega, Anfriso (en griego, Ἄμφρῡσος) es uno de los dioses fluviales. No se menciona de manera individual quiénes eran su padres aunque dice Hesíodo que tres mil eran los ríos, hijos de Océano y Tetis.
Es la representación del río del mismo nombre, que desemboca entre Tesalia y Magnesia en el golfo Pagasético, famoso por ser sus riberas uno de los lugares preferidos de Apolo. Este riachuelo discurre por Feras, donde Apolo, arrojado del Olimpo por su padre Zeus por haber dado muerte a los cíclopes, se vio obligado a guardar los rebaños de Admeto, rey de aquella región. También fue el lugar donde Antianira, seducida por Apolo, dio a luz a Idmón. Por esta especial relación entre Anfriso y Apolo es por lo que a la sibila de Cumas se la llamaba Amphrysia Vates, pues se le suponía inspirada por el dios.
Estrabón sitúa en su ribera la antigua ciudad de Itone. Fue Atamante quien fundó Halo, pero en época posterior, después de una destrucción, fue colonizada por los farsalios. Se encuentra en la parte alta de la llanura Crocia, y el río Anfriso fluye junto a sus murallas.
Según Ovidio, Anfriso fue uno de los dioses fluviales que acudieron a consolar a su hermano Peneo cuando su hija Dafne fue convertida en laurel para escapar precisamente de Apolo.

## Otros personajes
- Anfriso era también otro dios fluvial de un río homónimo que recorría Frigia, cuyas aguas tenían la particularidad de hacer estériles a las mujeres que se bañaban en él.